# Kenworth

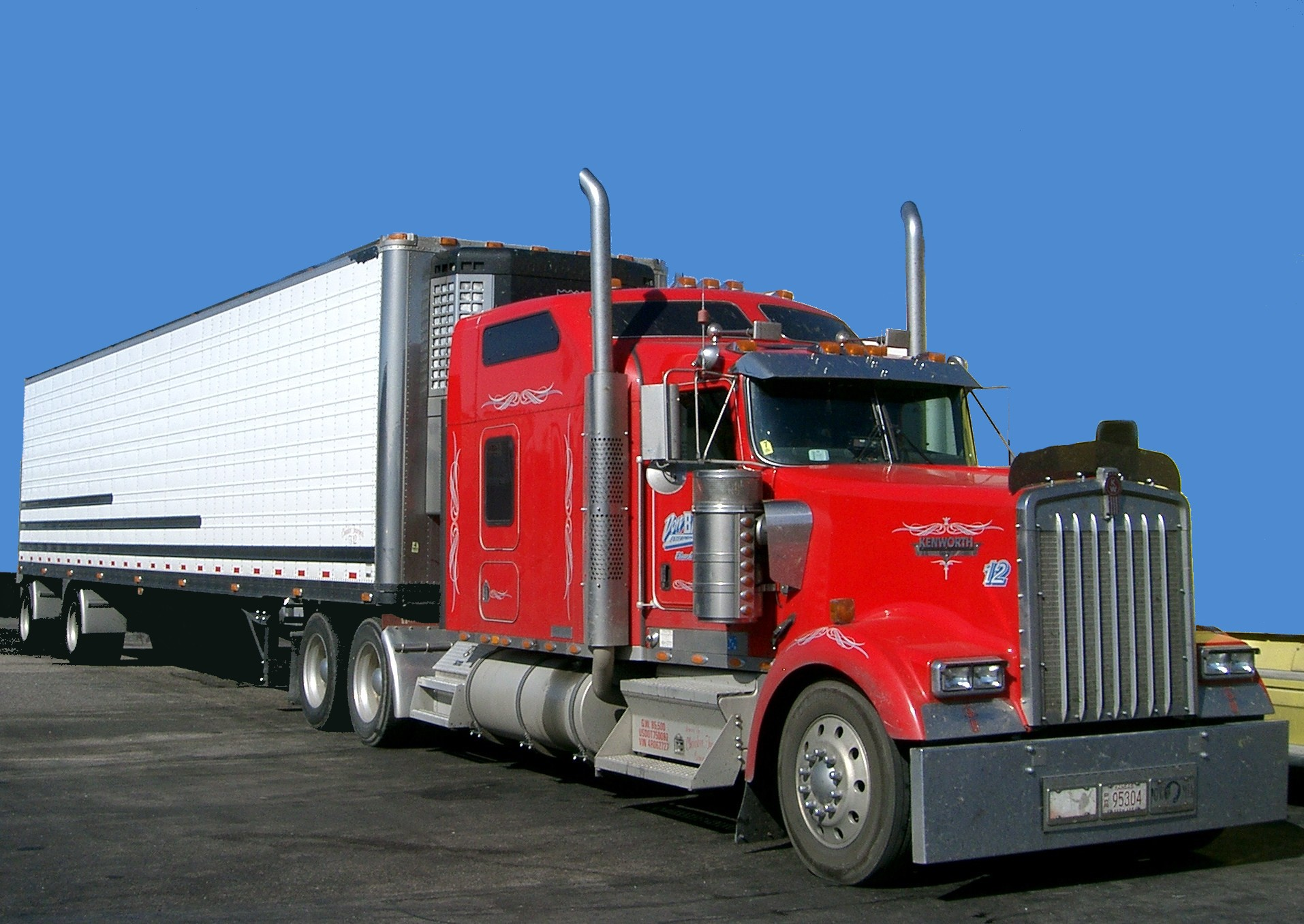
Kenworth W900

Кенворт, Кенуорт (англ. Kenworth) — торгова марка автомобілебудівної компанії, що спеціалізується на виробництві середніх і важких вантажівок, сідлових тягачів, вантажних шасі і самоскидів.
Компанія є дочірнім підприємством Paccar.

## Назва
Походить від скорочень прізвищ її засновників: (англ. Kent) і (англ. Worthington) — „Ken“ + „worth“→ «Kenworth».

## Історія
«Kenworth Motor Truck Company» була заснована в 1923 році на виробничій базі «Gersix Motor Co.» як акціонерне товариство американськими підприємцями Гаррі Кентом і Едгаром Вортінгтоном в місті Сіетл, штат Вашингтон. На заводі відразу ж розпочали виробництво вантажівок під маркою «Kenworth». 1924 року було побудовано і продано 80 автомашин невеликої вантажності, через рік після заснування на лінії збирали вже дві вантажівки в тиждень.
У 1926 «Kenworth Motor Truck Company» відкриває майстерню (лінію) з виробництва шасі для пасажирських автобусів. 1929 року Гаррі Кент змінив Едгара Вортінгтона на посаді президента «Kenworth Motor Truck Co.». До того часу продажі йшли не погано, попит перевищував пропозицію і компанія відчувала необхідність у розширенні своїх виробничих площ. І ось, у тому ж році вдалося побудувати і запустити новий завод по збірці вантажівок в місті Сіетл.
Світова економічна криза кінця 1920-х років і Велика депресія в США пригальмували стійке зростання компанії. Падав попит на продукцію, банки вимагали повернення відсотків за кредитами. Однак, менеджерам «Kenworth», завдяки постійній модернізації виробничих ланцюжків і політики агресивного маркетингу вдалося отримати «муніципальні замовлення» на проєктування та будівництво пожежних машин і автобусів.
У 1933 «Kenworth» стала першою американською компанією, яка почала встановлювати дизельні двигуни на свою серійну продукцію. Оскільки дизельне пальне в ті часи, в США, коштувало було значно дешевше бензину, «дизелі» компанії мали стійкий попит і стали лідером продажів на автомобільному ринку Америки. Справи компанії пішли вгору і це поклало початок розробці і виробництву відомої лінійки вантажівок, автобусів і спеціальної техніки «Kenworth» з дизельним двигуном.
У 1936 «Kenworth Motor Truck Co.». проєктує і випускає свою першу безкапотну вантажівку (англ. Cab Over Engine). Ці вантажівки виявилися надзвичайно ефективними і були в змозі везти максимальну кількість вантажу при мінімальній загальній довжині.

## Сучасний модельний ряд Kenworth
На початок 2017 року, «Kenworth» випускає наступні моделі вантажівок і сідельних тягачів, що виробляються серійно
| модель         | Американська класифікація | тип                               |
| -------------- | ------------------------- | --------------------------------- |
| Kenworth T-170 | Клас 6                    | вантажна платформа, шасі          |
| Kenworth T-270 | Клас 6                    | вантажна платформа, шасі          |
| Kenworth T-370 | Клас 7                    | вантажна платформа, шасі          |
| Kenworth K-270 | Клас 6                    | вантажна платформа, шасі          |
| Kenworth K-370 | Клас 7                    | вантажна платформа, шасі          |
| Kenworth T-440 | Клас 8                    | сідельні тягачі і самоскиди, шасі |
| Kenworth T-470 | Клас 8                    | сідельні тягачі і самоскиди, шасі |
| Kenworth T-680 | Клас 8                    | сідельні тягачі і самоскиди, шасі |
| Kenworth T-800 | Клас 8                    | сідельні тягачі і самоскиди, шасі |
| Kenworth W-900 | Клас 8                    | сідельні тягачі і самоскиди, шасі |

### Зняті з виробництва
- Т 2000 (він же «Міккі Маус»): сідельний тягач американського типу. Має дуже приємний інтер'єр кабіни та найвищу шумоізоляцію.
- 700-я серія: сідельні тягачі американського типу, є розвитком Т2000, — випускався у 2000-х роках.
- До 500 : Лісовоз зібраний в Австралії з кабіною від DAF «XF» і шасі фірми «GINAF».
- Так само є моделі середніх самоскидів від трьох до шести мостів, бетономіксери і міські малотоннажні вантажівки моделі DAF.

## Загальна експлуатаційно-технічна інформація
Нині «Kenworth» оснащує свої тягачі, вантажні платформи й шасі дизельними двигунами виробництва «Paccar Inc.» і Cummins.
Двигуни та навісне обладнання виробляються на заводах в містах Колумбус (Міссісіпі). Як і багато інших виробників вантажівок у США, Kenworth встановлює на свої моделі тягачів і вантажних платформ двигуни корпорації «Cummins» різної потужності і оснащеності.
Коробка передач як правило фірми EATON або Allison, ходова частина: «Meritor», DANA
З 2016 року на серійні моделі магістральних тягачів і самоскиди встановлюється силовий агрегат «Powertrain» зі здвоєним провідним тандемом (ведучі мости) власного виробництва, — «40K tandem axle»
Зручна і доступна композиція «Kenworth» дає можливість досвідченому водієві, з мінімальними витратами провести ремонт або заміну вийшли з ладу вузлів і агрегатів. Для самостійного ремонту необхідно мати «дюймові» ключі, які можна знайти в «американських» сервісних центрах або сантехнічних магазинах. Втім, для заміни коліс підійде і простий розвідний ключ. Колеса, зрозуміло, американського стандарту.
Оскільки в американських тягачів система електропостачання 12-вольтова, для того, щоб причепити напівпричіп «європейського типу», ставиться перетворювач напруги (інвертор) з 12 на 24 вольти.

### Переваги
- різноманіття пропонованих комплектацій
- оригінальний інтер'єр кабіни, можливість оснащення місця відпочинку системами життєзабезпечення і сервісу;
- якісна шумоізоляція кабіни і

продумане компонування робочого місця водія.

## Виробники деталей
Компанія Кенворт не виробляє більшості деталей, носіями яких є їх продукція. Для виробників вантажівок це звичайна практика як у США, так і в усьому світі. Багато деталей Кенворта можна легко перенести на іншу машину або навпаки.
| Тип вузла або деталі.         | Виробник                     | Країна             | Уніфікація |
| ----------------------------- | ---------------------------- | ------------------ | --- |
| Дизельні двигуни              | Cummins, Paccar, Caterpillar | США                | Двигуни Cummins Caterpillar зустрічаються більш ніж на 100 марках автомобілів і тракторів у всьому світі , двигуни Paccar можна знайти тільки на машинах цієї фірми. |
| Коробка передач               | Eaton, Allison               | США                | зустрічаються більш ніж на 100 марках автомобілів і тракторів у всьому світі                                                                                         |
| Диференціали                  | DANA, Avrin Meritor, Paccar  | США                | зустрічаються більш ніж на 100 марках автомобілів і тракторів у всьому світі                                                                                         |
| Передні і інші провідні мости | DANA, Avrin Meritor, Fabco   | США                | зустрічаються більш ніж на 100 марках автомобілів США |
| Диски коліс                   | Alcoa                        | США та інші країни | Деталі , уніфіковані за типоразмерности |
| Пневматичні системи           | Bendix, PAI                  | США                | Практично на всіх вантажівках і автобусах США і західної півкулі. |
| Гідропідсилювач               | S&S                          | США                | Практично на всіх легкових автомобілях , вантажівках і автобусах США і західної півкулі                                                                              |
| Гальмівні колодки             | Honeywell                    | США                | Стандартна видаткова деталь. |
| Стоянкові обігрівач           | Webasto                      | Німеччина          | Зустрічається на різних вантажівках як європейського так і американського типу                                                                                       |
| Лампочки                      | Narva                        | Німеччина          | Уніфікована деталь |

## Кенворт в Україні
Відомостей про кількість машин, що експлуатуються в Україні, немає.
За відгуками експлуатантів[якими?] дуже зручні машини, але все ж, як і всі «американці», «погано ремонтопридатні» зважаючи на відсутність «дюймових» ключів. Тягачі Kenworth мексиканської збірки мають дуже погане утеплення.

## В ігровій та сувенірній індустрії
- Масштабна модель 1:43 Kenworth W900 виробляється під маркою виробника New Ray.
- Моделі W900 і T680 використовуються в грі American Truck Simulator та інших подібних комп'ютерних іграх.

## Kenworth в кіноіндустрії
- У фільмі Трансформери знімався Kenworth W900 для трансформації Оптимуса Прайма.